# Anodonthyla boulengerii
Anodonthyla boulengerii es una especie  de anfibios de la familia Microhylidae.

## Distribución geográfica
Se encuentra en Madagascar.